# Centre d'Estudis Joan Bardina
El Centre d'Estudis Joan Bardina és una associació creada el 25 d'octubre de 1984 per Agustí Chalaux, Lluís Maria Xirinacs, Magdalena Grau, Joan Parés, Miquel Chicano, Martí Olivella i altres persones, prenent el nom del pedagog català Joan Bardina.
La primera seu de l'associació va donar acollida a una diversitat de grups d'inquietuds idealistes i de diferents orígens: el SERPAJ, fundat pel Premi Nobel de la Pau Adolfo Pérez Esquivel, la Coordinadora d'Agricultura Ecològica (CAE), els promotors de l'emissora de ràdio lliure comunitària Radio Contrabanda i grups de joves esperantistes.
L'antiga fàbrica que va ser la primera seu de l'associació va ser expropiada per l'Ajuntament de Barcelona l'any 1990 per a completar un parc a la plaça de l'Estació del Nord. Amb posterioritat l'associació va organitzar xerrades i conferències en altres llocs, com la seu del Cercle Catòlic de Gràcia.
L'any 1992, Martí Olivella va publicar el llibre El poder del diner, basat en els treballs de l'associació, que havia rebut el Premi d'assaig Joaquim Xirau 1991 convocat per l'Ateneu Barcelonès.